# Intrinsa
Intrinsa testosteronski flaster koji proizvodi kompanija Prokter i Gambl. On je dizajniran za tretiranje ženske seksualne disfunkcije (engl. Female Sexual Dysfunction - FSD).
FSD pokriva najmanje četiri različita stanja: probleme sa željom, nadražajom, dostizanjem orgazma, i genitalnim bolom. Transdermalni flaster je namenjen uvećanju libida žena. Doktori koriste i niz drugih tretmana za žene, među kojima su razni hormoni, antidepresanti, i lekovi za mušku impotenciju poput Viagre, Levitre, i Cialisa. Iz jednoe P&G ankete o ženskom zdravlju sledi da je 30 miliona žena prirodno menopozalno, i da 3 miliona ima problem nedostatka seksualne želje.

## Metod
Intrinsa deluje putem oslobašanja hormona testosterona kroz kožu u krvotok. Kod žena, testosteron prirodno proizvode jajnici i nadbubrežna žlezda. Međutim, nivoi hormona se smanjuju sa godinama, i smanjenje može da bude dramatično nakon menopauze ili nakon histerektomije.
Testosteronska terapija je sistemska i potrebno je da se primenjuje tokom perioda od nekoliko nedelja ili meseci da bi se proizveli primetni efekti. Količina testosterona u flasteri, 300&nbsp;µg/24h, je znatno niža nego u testeronskim flasterime za muškarce. Transdermalni flaster je virtualno transparentan i ima veličinu jajeta. On se menja dva puta nedeljno.

## Spoljašnje veze
- Procter i Gamble veb strana o Intrinsi.
- Informacije o Intrinsi

|  | Molimo Vas, obratite pažnju na važno upozorenje u vezi sa temama iz oblasti medicine (zdravlja). |